# InfraRecorder
InfraRecorder 是一套使用了C++編寫、基於cdrtools函式庫套件開發的光碟燒錄工具。首次釋出版本是在2006年Google夏日程式碼大賽上。0.46版時採用了GNU通用公眾特許條款而成為自由軟體。
資訊網站CNET於2007年將InfraRecorder評論為替代商業版光碟燒錄程式的最佳免費軟體。

## 功能
InfraRecorder可支援一般CD、DVD燒錄外，也可將音效檔案轉換成WAV檔或製作光碟ISO檔，並且可透過LAME MP3編碼器將MP3檔案燒錄為音樂光碟。
在Windows Vista的Aero環境介面下，InfraRecorder可啟用在燒錄光碟時、產生煙霧般的特效。
InfraRecorder也有可在64位元Windows系統下運行的版本，但由於MinGW在編寫InfraRecorder64位元版本上有著技術上的困難、因此目前未將Ogg Vorbis音效規格的解碼套件及libsnd函式庫包含在64位元版本中。

## 關連項目
- 光盘制作软件
- 光盘制作软件列表

## 外部連結
- （英文）InfraRecorder的首頁 （页面存档备份，存于）
- （英文）Sourceforge.net上的InfraRecorder下載頁面 （页面存档备份，存于）